# دهستان قوشخانه بالا
دهستان قوشخانه بالا یکی از دهستان‌های شهرستان شیروان در استان خراسان شمالی ایران است. این دهستان در بخش قوشخانه قرار دارد و براساس سرشماری مرکز آمار ایران در سال ۱۳۹۰، جمعیت آن ۶۲۲۹ نفر (در ۱۶۸۰ خانوار) بوده‌است.